# Euterpe broadwayi
Euterpe broadwayi ist eine in Südamerika heimische Palmenart. Sie wurde nach dem britischen Botaniker Walter Elias Broadway (1863–1935) benannt. Die Palmherzen werden gegessen.

## Merkmale
Euterpe broadwayi ist eine mehrstämmige Palme mit meist zwei oder drei Stämmen, seltener ist sie einstämmig. Die Stämme sind grau, aufrecht bis leicht lehnend, 8 bis 20 m hoch bei einem Durchmesser von 20 bis 25 cm. An der Basis besitzen sie einen Kegel aus Adventivwurzeln, der bis 2 m lang sein kann. 
Die Krone besteht aus 10 bis 16 Blättern. Die Blattscheide ist 1,3 bis 1,8 m lang und grün bis rötlichbraun. Der Blattstiel ist 0,7 bis 1,2 m lang und dicht bis leicht mit flachen, schwarzen, rötlichbraunen oder weißlich braunen Schuppen bedeckt. Die Rhachis ist 2,9 bis 3,6 m lang und mit gleichartigen Schuppen bedeckt. An jeder Seite der Rhachis stehen 80 bis 92 Fiederblättchen, die hängend bis waagrecht stehen, an der Spitze aber hängend. Sie sind ledrig, haben eine deutliche Mittelrippe und je zwei seitliche Adern. Das basale Blättchen ist 70 bis 80 cm lang, die mittleren 80 bis 120 cm, das an der Spitze 30 bis 50 cm. 
Die Blütenstände entspringen zwischen den Blättern und stehen zur Blütezeit waagrecht ab. Der Blütenstandsstiel ist 15 bis 20 cm lang und rund 3 cm dick. Das Vorblatt ist rund 1,3 m lang, das Hochblatt am Blütenstandsstiel rund 1,2 m. Die Blütenstandsachse ist rund 45 cm lang, an ihr stehen rund 95 Seitenachsen, die 70 bis 95 cm lang sind. Letztere sind dicht mit 1 bis 2 mm langen, verzweigten, weißlich-braunen Haaren besetzt. Die Blüten stehen auf rund zwei Drittel der Achsenlänge in Triaden, im distalen Bereich stehen männliche Blüten paarig oder einzeln. 
Die männlichen Blüten sind bis 5 mm lang. Die Kelchblätter sind breit oval, 3 mm lang und häutig. Die Kronblätter sind oval, 3,5 bis 4 mm lang und fleischig. Die Staubblätter stehen auf einem kurzen Receptaculum. Die Staubfäden sind 1,5 mm lang und abgeflacht, die Antheren sind 2,5 mm lang. Das Stempelrudiment ist 1,5 bis 3 mm lang und an der Spitze tief dreilappig. Die weiblichen Blüten sind bis 4 mm lang. Kelch- und Kronblätter sind breit oval und bis 4 mm lang. 
Die Früchte sind kugelig bis leicht zusammengedrückt bei einem Durchmesser von 1 bis 1,4 cm. Der Narbenrest steht subapikal bis seitlich. Das Exokarp ist purpur-schwarz und fein höckerig. Die Samen sind kugelig, das Endosperm homogen und das Primärblatt ist gefiedert.

## Verbreitung und Standorte
Euterpe broadwayi kommt auf den Kleinen Antillen (Dominica, Grenada, St. Vincent), auf Trinidad und auf Tobago vor. Sie wächst auf exponierten, windgefegten Standorten an bewaldeten Bergrücken oder in steilen Flusstälern in Seehöhen zwischen 600 und 1000 m. 

## Belege
- Andrew Henderson, Gloria Galeano: Euterpe, Prestoea, and Neonicholsonia (Palmae: Euterpeinae). Flora Neotropica, Band 72, New York Botanical Garden Press, New York 1996, S. 1–90. (JSTOR)